# Hiriyal, Afzalpur
Hiriyal là một làng thuộc tehsil Afzalpur, huyện Gulbarga, bang Karnataka, Ấn Độ.